# Reichenau im Mühlkreis
Reichenau im Mühlkreis är en ort och  kommun i Österrike. Den ligger i distriktet Urfahr-Umgebung i förbundslandet Oberösterreich,  150 kilometer väster om huvudstaden Wien. 
Kommunen består av fem orter (Ortschaften) (inom parentes invånarantal 1 januari 2024):
- Glashütten (51)
- Habruck (66)
- Ramberg (313)
- Reichenau im Mühlkreis (817)
- Zeil (74)